# Nawojów Śląski
Nawojów Śląski (do 1945 niem. Schlesisch Haugsdorf ) – wieś w Polsce położona w województwie dolnośląskim, w powiecie lubańskim, w gminie Lubań.

## Położenie
Nawojów Śląski to niewielka wieś o długości około 3,8 km, leżąca na Pogórzu Izerskim, na prawym brzegu Kwisy, na wysokości około 195–215 m n.p.m. Kwisa oddziela wieś od Nawojowa Łużyckiego.

## Podział administracyjny
W latach 1975–1998 miejscowość administracyjnie należała do województwa jeleniogórskiego. 

## Historia
Nawojów Śląski został założony najprawdopodobniej pod koniec XII wieku przez kolonistów niemieckich. W 1765 roku mieszkało tu 13 kmieci, 29 zagrodników, 16 chałupników i 6 rzemieślników. W 1786 roku we wsi był folwark, szkoła i wiatrak, a mieszkało 13 kmieci, 34 zagrodników i 10 chałupników. W 1825 roku w miejscowości było 95 budynków i szkoła ewangelicka z nauczycielem. W roku 1840 Nawojów Śląski nieco się rozwinął, było to wtedy 113 budynków, szkoła ewangelicka z nauczycielem i folwark, w którym trzymano 1.500 merynosów. W późniejszym okresie pojawił się tu przemysł, między innymi powstała cegielnia i wytwórnia gipsu. W 1926 roku wieś znacznie ucierpiała w wyniku powodzi. Pod koniec II wojny światowej w okolicy miejscowości toczyły się ciężkie walki, w wyniku których została zniszczona część zabudowy.
Po 1945 roku Nawojów Śląski znacznie wyludnił się, przez pewien czas pracowała cegielnia, nie podjęły natomiast pracy zakłady gipsowe. W 1978 roku były tu 54 indywidualne gospodarstwa rolne, w 1988 roku ich liczba zmalała do 25.